# 大地の星
大地の星（だいちのほし）は、イネ（稲）の品種の一つ。「空育151号」を花粉親、「ほしのゆめ」を種子親とする交配によって育成された。品種名は、北の大地の星になるようにとの願いが込められている。
北海道での栽培に適した多収品種。直播栽培に向く。耐冷性と耐病性にともに優れる。
炊飯米は、粘りが少ないため、冷凍ピラフなどの加工米飯に向いている。
2020年現在の道内での作付面積は636ヘクタールで、品種別では第9位。